# Ochrona z etykietowaniem
Ochrona z etykietowaniem (ang. Labeled Security Protection) - według Trusted Computer System Evaluation Criteria poziom kryteriów oznaczony literą B1. Pierwszy z poziomów wprowadzający różne stopnie tajności (np. „tajne”, „poufne” itp.). W systemach tej klasy stosuje się etykiety określające stopień tajności dla podmiotów (procesów, użytkowników) i przedmiotów (plików). Zezwolenie na dostęp do danych zapisanych w pliku udzielane jest podmiotom na podstawie analizy etykiet. Opatrzone etykietami procesy, pliki oraz urządzenia zawierają pełny opis stopnia tajności obiektu oraz jego kategorii.